# ويليام ماثيوز (لاعب كرة قاعدة)
ويليام ماثيوز (بالإنجليزية: William Matthews) هو لاعب كرة قاعدة أمريكي، ولد في 12 يناير 1878 في ماهانوي في الولايات المتحدة، وتوفي في 23 يناير 1946 في Mount Carbon, Pennsylvania ‏ في الولايات المتحدة.

## وصلات خارجية
- ويليام ماثيوز على موقعبيزبول رفرنس.كوم (الدوري الرئيسي) (الإنجليزية)
- ويليام ماثيوز على موقعبيزبول رفرنس.كوم (الدوري الثانوي) (الإنجليزية)